# Дом телеграфа (Нежин)
Дом телеграфа — памятник архитектуры местного значения в Нежине. Сейчас здесь размещается дом школьников и юношества.

## История
Изначально объект был внесён в «список памятников архитектуры вновь выявленных» под названием Телеграф.
Приказом Министерства культуры и туризма от 21.12.2012 № 1566 присвоен статус памятник архитектуры местного значения с охранным № 10005-Чр под названием Телеграф.

## Описание
Дом построен в 1914 году помещиком Парпури. Является примером архитектуры классицизма начала 20 века, композиция которого выделяется строгой изысканностью, гармоничностью и симметрией.
После октября 1917 года в доме размещалась центральная почта, телефонная станция и телеграфа.
Каменный, 2-этажный, прямоугольный в плане дом с выступающим за красную линию ризалитом. Ризалит акцентирован четырёхколонным портиком, увенчанным треугольным фронтоном. Фасад расчленяет межэтажный (тяга) и завершает венчающий карниз. Украшен орнаментальной кирпичной кладкой — профилированным и простым кирпичом. Стены выложены из красного кирпича под расшивку швов придают зданию торжественности.
После Великой Отечественной войны здесь размещался дворец пионеров и школьников имени В. И. Ленина. Сейчас здесь размещается дом школьников и юношества.